# 黎莊宗
黎莊宗（越南语：／，1515年—1548年3月9日），本名黎寧（越南语：／），又名黎㫬，是越南後黎朝第十三任皇帝和開國皇帝黎中興。1533年至1548年在位。

## 生平
根據《大越史記全書》記載，黎莊宗於洪順七年（1515年）出生，是後黎朝皇帝黎昭宗和范氏玉瓊所生的兒子。然而昭宗出生於統元五年（1506年），僅比莊宗年長九歲，這引起部份學者的懷疑，認為莊宗可能並非昭宗之子。莫朝指控莊宗是阮淦的兒子，被阮淦冒充為昭宗之子並擁立為皇帝。而明朝官員毛伯溫指出黎莊宗雖自稱是黎利子孫，但其來歷難以考證，而安南人報的年紀、容貌、事跡皆存在矛盾之處。因此莊宗的生父仍是個謎。
16世紀末期，陳暠、陳㫒等人先後發動叛亂，皇權旁落到將軍的手裡。莫登庸憑藉平定叛亂的功績，先後殺死黎昭宗和黎恭皇，於1527年篡奪皇位，建立莫朝。黎寧逃亡並躲藏在南方。而當時忠於後黎朝的大臣尚多，不少大臣起兵反抗莫朝。清化右衛殿前將軍、安清侯阮淦逃亡在哀牢，居住於岑州（屬清化鎮蠻府）之地，使人訪求黎朝子孫，1532年將黎寧迎接到了哀牢，立之為帝，重建後黎朝，是為黎莊宗。從1533年黎莊宗即位之後的後黎朝，亦被稱作「黎中興朝」。後黎朝雖稱中興，但實際上黎莊宗沒有任何權力，僅僅是阮淦、鄭檢等人的一個傀儡。
在阮淦的軍事支持下，後黎朝收復西都 (在今日清化省)，並發兵北伐莫朝，同時阮淦遷黎莊宗於萬賴行在（今越南清化省紹化縣）。1545年阮淦死後，鄭檢獨攬朝政，鄭氏在馮克寬、梁有慶等人的輔佐下，後黎朝佔領了清化以南的地區，與莫朝以山南為界，史稱「南北朝」。
元和十六年正月二十九日（1548年3月9日），黎寧去世，廟號莊宗，諡號裕皇帝。其子黎暄繼位。

## 評價
《大越史記全書》:「帝遭屯避難，賴舊臣尊立，外結隣封，內任賢將，故人皆樂用，中興之基，實兆於此矣。」

## 家庭

### 兄弟
- 黎憲

### 子女
- 黎中宗 黎暄